# Неврокопска епархия
 Тази статия е за епархията на Българската православна църква.  За епархията на Цариградската патриаршия вижте Зъхненска и Неврокопска епархия.  За титулярната епархия на Римокатолическата църква вижте Никополска ад Нестум архиепархия.
Неврокопската епархия е епархия на Българската православна църква със седалище в град Гоце Делчев (със старо име Неврокоп, от където идва и името на епархията) и архиерейски наместничества в градовете Благоевград, Разлог, Сандански и Петрич. От 19 януари 2014 година предстоятел на епархията с титлата митрополит Неврокопски е Серафим. Катедрална църква е храмът „Св. св. Кирил и Методий и Свети Илия“ в Гоце Делчев.

## История
В Notitia Episcopatuum на псевдо Епифаний (около 640 г.) епархията е на 16 място от автокефалните катедри на Вселенската патриаршия. Архиепископията не се споменава в Notitiae от X век.
Според Теодосий Гологанов епархията има апостолски произход, тъй като Никопол е този Никопол, в който Апостол Павел прекарва една зима.
Само двама епископи се споменават в първото хилядолетие: Йоан, който участва в Седмия Вселенски събор (Втори Никейски) в 787 г. и Николай или Сава, който взима участие в Константинополския събор в 879 – 880, реабилитирал патриарх Фотий I Константинополски.
Епископията понякога е независима, понякога подчинена на една от петте митрополии – Мелнишката, Сярската, Филипийската, Драмската или Зъхненската. Преди въздигането на Зъхненската архиепископия в митрополия в 1329 година, принадлежи към Филипи, след което е предадена на Зъхна, а по-късно на Сяр. В средата на XV век е издигната в митрополия.
Неврокопски митрополити
| Име       | Име          | Години                                   |
| --------- | ------------ | ---------------------------------------- |
| Самуил    | Σαμουήλ      |                                          |
| Йоасаф    | Ιωάσάφ       | споменат в 1564, 1575 – 1578 1593 – 1597 |
| Дионисий  | Διονύσιος    | споменат в 1593                          |
| Ананий    | Ανανίας      | споменат в 1606 и 1608                   |
| Антим I   | Άνθιμος Α'   | – споменат в 1608 и 1609                 |
| Даниил I  | Δανιήλ Α'    | 1611 – 1622                              |
| Даниил II | Δανιήλ Β'    | 1622 – 1626                              |
| Антим II  | Άνθιμος Β'   | споменат в 1628                          |
| Никифор I | Νικηφόρος Α' | споменат в 1643                          |
| Сисой     | Σισώης       | – 1655                                   |

В 1600 година със синодално решение на патриарх Матей II Константинополски епархията е понижена в епископия.
През юли 1655 година патриарх Йоаникий II Константинополски закрива епархията и я слива със Зъхненската. В 1663 година 70 села напускат епархията и тя е слята с Драмската и Филипийска, която получава името Филипийска, Драмска, Зъхненска и Неврокопска митрополия.
Неврокопската епархия е отделена от Филипийската, Драмската, Зъхненска и Неврокопската в 1882 година при патриарх Йоаким III Константинополски, след присъединяването към нея на Разложка околия – дотогава част от останалата в България Самоковска епархия и е създадена Неврокопската и Разложка архиепископия (Αρχιεπισκοπή Νευροκόπου και Ρασλοκίου), пряко подчинена на Вселенската патриаршия.
Неврокопски и Разложки архиепископи
| Име                 | Име       | Години      |
| ------------------- | --------- | ----------- |
| Игнатий Неврокопски | Ιγνάτιος  | 1882 – 1884 |
| Хрисант Неврокопски | Χρύσανθος | 1885 – 1888 |

Архиепископията е въздигната в митрополия в 1888 година.
Неврокопски митрополити
| Име                         | Име                         | Години                                   |
| --------------------------- | --------------------------- | ---------------------------------------- |
| Григорий Неврокопски        | Γρηγόριος                   | 1888 – 1892                              |
| Никифор Левантаридис        | Νικηφόρος Λεβανταρίδης      | 1892 – 1894                              |
| Неофит Кидониевс            | Νεόφυτος Κυδωνιεύς          | 1896 – 1900                              |
| Никодим Хадзихристу         | Νικόδημος Χατζηχρήστου      | 1900 – 1903                              |
| Теодорит Васмадзидис        | Θεοδώρητος Βασματζίδης      | 1903 – 1907                              |
| Дамаскин Мосхопулос         | Δαμασκηνός Μοσχόπουλος      | 1907 – 1922                              |
| Филотей Лукидис             | Φιλόθεος Λουκίδης           | 1924 – 1935                              |
| Евгений Теологу или Вакалис | Ευγένιος Θεολόγου ή Βακάλης | 1935 – 1936                              |
| Василий Комвопулос          | Βασίλειος                   | 1938 – 1941 (като драмски и неврокопски) |
| Георгий Папагеоргиадис      | Γεώργιος Παπαγεωργιάδης     | 1942 – 1945                              |
| Агатангел Цаусис            | Αγαθάγγελος Τσαούσης        | 1945 – 1951                              |

В 1938 – 1941 е слята с Драмската митрополия. В септември 1952 година е слята със Зъхненската в Зъхненска и Неврокопска епархия.

### Екзархийска епархия
Неврокопската екзархийска епархия е създадена през 1894 година с берат на турското правителство. На 24 април същата година е ръкоположен и първият митрополит Иларион Неврокопски. По това време епархията има три околии – Неврокопска, Разложка и Горноджумайска. Митрополит Иларион пристига в Неврокоп на 10 май и е посрещнат радушно от цялото българско население.
По време на Балканската война в 1912 – 1913 година в епархията действа Епархийски смесен съвет с членове Сава Попов, Л. Н. Икономов, Илия К. Лазаров, Божик Николов, В. Петров и секретар Н. А. Икономов. След Иларион, епархията временно е поверена на свещеник Сава Попов от Мелнишка епархия, а след Балканската война на митрополит Козма Дебърски. От 1 юни 1915 година за управляващ епархията е назначен струмишкият митрополит Герасим, а на 21 юни 1915 – неврокопски митрополит архимандрит Макарий, чието каноническо утвърждаване става на 27 март 1916 година.
През Първата световна война, на 17 август 1916 година българските войски навлизат на гръцка територия и на 6 септември окупираните Сярско, Драмско и Кавалско са поверени в духовно отношение на Неврокопската епархия.
През 1920 година, след анексията на Струмица от Кралството на сърби, хървати и словенци, към епархията се присъединяват Петричка и Мелнишка околия, подведомствени дотогава на Струмишката епархия. В 1921 година седалището е преместено от Неврокоп в Горна Джумая, но в 1928 година е върнато в Неврокоп. След смъртта на Макарий за неврокопски митрополит на 24 март 1935 година е избран епископ Борис Стобийски. В следните години седалището се местя няколко пъти между Неврокоп и Горна Джумая до 1951 година, когато с новия устав на Българската православна църква е установено в Горна Джумая, току-що прекръстен на Благоевград. Борис Неврокопски е убит на 8 ноември 1948 година по политически причини от низвергнат свещеник.
След падането на комунистическия режим, в 1994 година седалището е върнато в град Гоце Делчев (Неврокоп).
Неврокопски екзархийски митрополити и управляващи архиереи
| Име                     | Години                             |
| ----------------------- | ---------------------------------- |
| 1. Иларион Неврокопски  | (24 април 1894 – 1912)             |
| Сава Попов              | (1912 – 1914)                      |
| Козма Дебърски          | (1914 – 1915)                      |
| Герасим Струмишки       | (1 юни 1915 – 21 юни 1915)         |
| 2. Макарий Неврокопски  | (21 юни 1915 – 7 юни 1934)         |
| 3. Борис Неврокопски    | (17 март 1935 – 8 ноември 1948)    |
| 4. Пимен Неврокопски    | (4 януари 1953 – 18 май 1992)      |
| Йоан Драговитийски      | (1991 – 1993)                      |
| 5. Натанаил Неврокопски | (24 април 1994 – 16 ноември 2013)  |
| Дометиан Видински       | (17 ноември 2013 – 19 януари 2014) |
| 6. Серафим Неврокопски  | (9 януари 2014 – )                 |

## Манастири
| Име                                            |
| ---------------------------------------------- |
| Горнобрезнишки манастир „Свети Илия“           |
| Гоцеделчевски манастир „Живоприемний източник“ |
| Обидимски манастир „Свети Пантелеймон“         |
| Петрички манастир „Света Петка“                |
| Роженски манастир „Рождество Богородично“      |
| Сандански манастир „Св. св. Козма и Дамян“     |
| Тросковски манастир „Свети Архангел Михаил“    |
| Хаджидимовски манастир „Свети Георги“          |
| Чуриловски манастир „Свети Георги“             |